# Вендеж (зупинний пункт)
Вендеж (біл. Вяндзеж) — зупинний пункт Мінського відділення Білоруської залізниці в Пуховицькому районі Мінської області. Розташований у селі Вендеж; на лінії Осиповичі I — Мінськ-Пасажирський, поміж зупинними пунктами Технікум і Дричин.